# Extension de l'occupation israélienne en Syrie depuis 2024
Pour un article plus général, voir Territoires occupés par Israël.
- Situation au 15 mars 2025
- Territoire syrien contrôlé par la Syrie
- Territoire syrien sous occupation militaire israélienne

Guerre civile syrienne
Conflit israélo-arabe
Confrontations israélo-syriennes pendant la guerre civile syrienne
Dès la chute du régime d'Assad, le 8 décembre 2024, Israël lance des opérations d'envergure et un bombardement massif et continu du territoire syrien. Ces opérations prennent plusieurs formes et sont particulièrement localisées dans le gouvernorat de Qouneitra, dans le sud-ouest du pays. Des unités blindées israéliennes avancent dans la zone démilitarisée entre la Syrie et les hauteurs du Golan illégalement occupées par Israël et ciblent la colline de Tel Ayouba dans la campagne centrale, avec des tirs d'artillerie,. C'est la première fois en 50 ans que les forces israéliennes traversent la barrière frontalière syrienne, à la suite des accords de cessez-le-feu du 31 mai 1974 au lendemain de la guerre du Kippour. Dans le même temps, l'aviation israélienne lance une campagne de bombardements contre les installations militaires sur l'ensemble du territoire syrien, sous le nom d’opération Flèche du Bachân (en hébreu : מבצע חץ הבשן - Mivtza Ḥetz HaBashan).
Après la chute de Damas, le Premier ministre israélien, Benyamin Netanyahou, déclare que depuis que l'armée arabe syrienne a abandonné sa position, l'accord de désengagement entre Israël et la Syrie de 1974 s'effondre, et que pour prévenir toute menace possible, il ordonne à Tsahal de reprendre la Ligne Violette, dont Tsahal s'est retiré en 1974, jusqu'à ce qu'un accord soit trouvé avec le nouveau gouvernement en Syrie,. L'occupation de ces territoires syriens est d'abord présentée comme « temporaire » par les autorités israéliennes, qui annoncent ensuite qu'elle sera définitive. Netanyahu déclare aussi exiger la « démilitarisation totale du sud de la Syrie », soit l'ensemble des régions situées au sud de Damas.
Au cours de l'offensive, Israël avance à l'intérieur et au-delà de la zone tampon de l'UNDOF, capturant la ville ruinée de Qouneitra, ainsi que les villages de Madinat al-Baath, Khan Arnabah, Qatana et le versant syrien du mont Hermon. Parallèlement, l'aviation israélienne effectue plus de 500 frappes aériennes dans l'ensemble du territoire syrien après la chute d'Assad, détruisant presque totalement les forces de l'Armée de l'air syrienne, et 70 à 80 % des armes stratégiques syriennes.
Les Nations unies considèrent que l'accord de désengagement entre Israël et la Syrie de 1974 est toujours en vigueur et que les opérations militaires israéliennes dans la zone démilitarisée en sont une violation. L'ONU juge également contraires au droit international les bombardements israéliens sur la Syrie.
Dans les trois mois suivant la chute du régime, l’armée israélienne a établi au moins sept bases fortifiées dans la zone démilitarisée, du côté syrien de la frontière, du versant syrien du mont Hermon jusqu’à Tel Kudna, en passant par Hadar, Jubata el-Kachab, Hamidiya, Quneitra et Qahtaniya.

## Contexte
Israël occupe la majeure partie du plateau du Golan syrien lors de la guerre des Six Jours de 1967,. Une zone démilitarisée, ou zone tampon, est placée sous la surveillance de l’ONU après la signature d'un accord de désengagement des armées israéliennes et syriennes en 1974, à la suite de la guerre du Kippour de 1973. Cet accord avait pour but de mettre fin aux affrontements frontaliers continuels entre les deux armées. Les troupes israéliennes avaient alors évacué le mont Hermon (dans son versant syrien). En 1981, Israël a annexé le Golan illégalement. Depuis le début de la guerre civile syrienne en 2011, l'armée israélienne a mené des dizaines de frappes en Syrie contre l'armée syrienne et le Hezbollah.

## Offensive terrestre

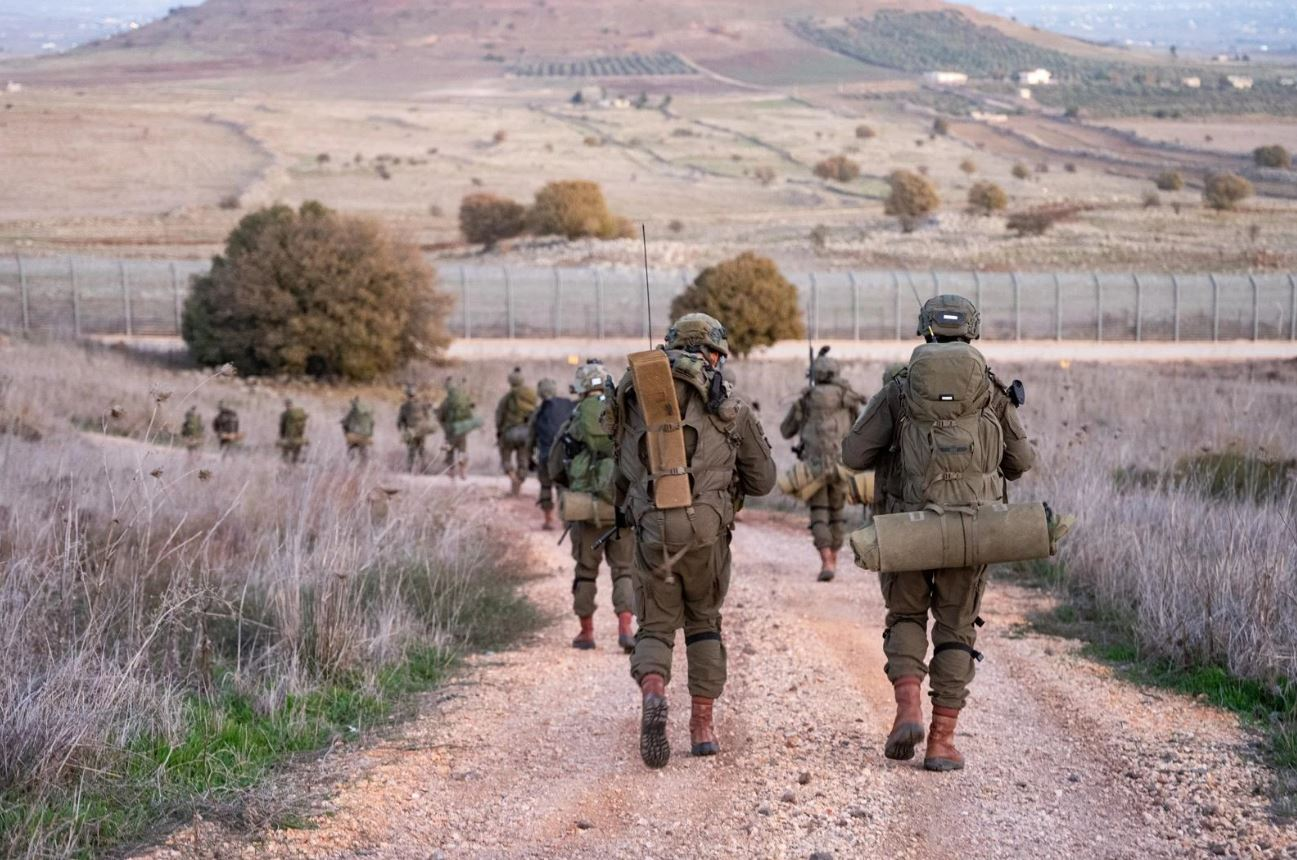
Soldats israéliens de la 35e brigade de parachutistes sur le plateau du Golan, en décembre 2024.

À la suite de l'avancée de l'opposition syrienne dans le sud, le 6 décembre 2024, Israël renforce la Division 201 (habituellement chargée de veiller sur la frontière israélo-syrienne) et déploie des troupes supplémentaires sur le plateau du Golan. Le lendemain, l'armée israélienne affirme avoir aidé la FNUOD à repousser une attaque près de  la ville de Hader (en), non loin de la frontière israélienne.
Le 8 décembre 2024, la radio de l'armée israélienne rapporte que des unités blindées israéliennes, dont des chars de combat principaux, traversent la barrière frontalière établie sur les hauteurs du Golan lors d'opérations menées tôt le matin afin de renforcer sa frontière avec la Syrie.
L'avancée militaire s'étend jusqu'au gouvernorat de Rif Dimachq, avec la prise du sommet du mont Hermon.
De plus, l'armée israélienne « prend le contrôle d'un certain nombre de villages et de villes qui entourent le mont Hermon dans la zone démilitarisée, jusqu'à 18 kilomètres de profondeur en territoire syrien », selon RFI.
Les médias syriens rapportent que les forces israéliennes ont avancé dans le centre-ville d'al-Baath (en). En outre, l'armée de l'air israélienne renforce considérablement sa présence dans la zone tampon établie.
Le 8 décembre, après l'avancée de l'unité 5101 (Shaldag) des forces spéciales de reconnaissance israéliennes dans le gouvernorat de Qouneitra et du côté syrien du mont Hermon, Netanyahou publie une déclaration affirmant que l'accord de cessez-le-feu de 1974 s'est effondré lorsque les soldats syriens ont abandonné leurs postes sur les hauteurs du Golan, et que la zone doit être occupée « temporairement » pour « garantir qu'aucune force hostile ne s'installe près de la frontière d'Israël ». Le mot « temporaire » ne figure cependant pas dans la transcription en hébreu de cette déclaration.
Lors de la prise de contrôle, l'armée israélienne ordonne aux habitants des villes frontalières de rester à l'intérieur jusqu'à nouvel ordre.
Le 9 décembre, le porte-parole de l'ONU estime que la pénétration de l'armée israélienne dans la zone démilitarisée constitue « une violation » de l'accord de désengagement entre Israël et la Syrie de 1974.
Le 15 décembre, l'armée israélienne commence à envahir le bassin du Yarmouk. Le 17 décembre, elle poursuit son invasion en prenant le contrôle du barrage d'Al-Wehda, qui fournit environ 30 % de l'approvisionnement en eau douce de la Syrie et 40 % de l'approvisionnement en eau douce de la Jordanie,.
Le 20 décembre, des habitants des villes et villages occupés du bassin du Yarmouk manifestent contre l'occupation israélienne. À Maariya (en), l'armée israélienne ouvre le feu sur des manifestants et en blesse un à la jambe.
Le 8 janvier 2025, le journaliste français Sylvain Mercadier et son fixeur, Mohammed al Fayyad, sont arrêtés par l'armée israélienne dans le village occupé d'el-Hmidaiah (ar), emmenés au siège du gouvernorat, où ils sont « maltraités » pendant près de « 4 heures » et dépouillés, avant d'être finalement relâchés,,.
Le 1er mars, l’État israélien menace d’intervenir dans l’Est de la Syrie (à Jaramana) pour protéger les druzes, si le régime islamiste du HTC s’en prend à cette minorité religieuse. Ces propos ont été immédiatement rejetés par les dignitaires druzes, qui ont réaffirmé leur attachement à l'unité de la Syrie. Cette déclaration vient après des bombardements contre les infrastructures militaires de l’ancien régime. Dans la nuit du 3 au 4, des opérations militaires au sol sont menées par l'armée israélienne dans le sud-ouest de la Syrie, entre les provinces de Quneitra et Deraa, en utilisant des drones, des hélicoptères et des bulldozers.
Le 25 mars 2025, des chars israéliens tuent au moins cinq personnes dans le village de Kouaiya, selon les autorités du gouvernorat de Deraa. L'armée israélienne déclare quant à elle avoir riposté à des tirs effectués par des « terroristes ». Selon l'Observatoire syrien des droits de l'homme, une unité militaire israélienne a pénétré dans le village et tiré à l'artillerie lourde lorsque les habitants ont tenté de s'opposer à l'incursion. Le même jour, l'armée israélienne bombarde à nouveau les bases militaires de Palmyre et T4 .
Le 3 avril 2025, neuf personnes sont tuées à l'aube en s'opposant à une incursion israélienne dans le sud de la Syrie, près de la ville de Nawa.
Le 12 juin 2025, la Syrie fait état d'un civil tué et de sept personnes enlevées lors d'une attaque de l'armée israélienne dans le village de Beit Jinn, au sud de Damas.

## Bombardements
Du 8 au 10 décembre 2024, l'aviation israélienne annonce avoir effectué près de 480 frappes aériennes sur l'ensemble du territoire syrien contre les installations du programme d'armes chimiques, des dépôts de munitions, des systèmes de défense antiaérienne - 85 % des systèmes de défense aérienne en Syrie ont été anéantis, soit un total de 107 systèmes de défense aérienne et 47 radars selon l'état major israélien le 13 décembre 2024 -, des bases aériennes - la totalité des MiG-29 seraient détruits ainsi que les navires à quai de la marine syrienne,,.
Un total de 15 bateaux de la marine syrienne et leurs stocks de missiles antinavires dans les ports de Lattaquié et d'Al Bayda ont ainsi été frappés dans nuit du 9 au 10 décembre 2024. Une dizaine de navires de guerre dont au moins six patrouilleurs syriens de la classe Osa sont endommagés ou détruits à Lattaquié.
L'armée de l'air israélienne mène des opérations ciblées contre des installations de stockage d'armes dans le sud de la Syrie pour empêcher qu'elles ne tombent aux mains des forces de l'opposition.
À Izra, deux civils sont tués et un autre brûlé au troisième degré par l'une de ces frappes,.
Le 11 décembre 2024, l'ONU demande « l'arrêt des frappes israéliennes, contraires au droit international ». Ben Saul, le rapporteur spécial sur la promotion et la protection des droits de l'homme et des libertés fondamentales dans la lutte antiterroriste auprès des Nations unies, explique à ce sujet que « le droit international ne permet pas de désarmer un pays de manière préventive simplement parce qu'on ne l'aime pas. De telles actions sont totalement illégales et n'ont aucun fondement ».
Dans la nuit du 15 au 16 décembre, une frappe israélienne sur des entrepôts d'armes à Tartous provoque une immense explosion et un séisme de magnitude 3 sur l'échelle de Richter.
Le 25 février 2025, des frappes israéliennes sur des positions militaires syriennes font au moins deux morts. 
Le 3 mars 2025, la région de Tartous dans l'ouest de la Syrie est touchée par des bombardements israéliens. 
Le 11 mars 2025, le sud de la Syrie est touché par 17 raids aériens israéliens contre des sites militaires. 
Le 13 mars 2025, l'armée israélienne bombarde un bâtiment dans la ville de Damas présenté comme un « centre de commandement » du Jihad islamique palestinien, tuant au moins une personne. 
Le 17 mars 2025, un bombardement israélien sur d'anciennes installations militaires près de la ville de Deraa, dans le sud de la Syrie, fait trois morts. 
Le 21 mars 2025, l'armée israélienne bombarde la Tiyas Air Base (en) (T-4) et la base aérienne voisine de Palmyre dans le centre de la Syrie. Des systèmes de défenses antiaérienne et au moins un Soukhoï Su-24 sont détruits.
Le 26 mars 2025, l’armée de l’air israélienne bombarde le port de Lattaquié.
Le 2 avril 2025, l'armée israélienne revendique des frappes sur des bases militaires situées près de Homs, Hama et Damas. Quatre personnes sont tuées et d’autres blessées lors de l'attaque israélienne contre l’aéroport militaire de Hama. Celui-ci est presque complètement détruit par le bombardement.
Le 3 avril 2025, l'armée israélienne bombarde des postes militaires près de Damas.
Le 30 avril 2025, une vidéo sur X montre un F-16I Sufa de l’armée de l’air israélienne survoler Damas, Israël aurait envoyée sont aviation pour soutenir les druzes contre le HTC.
La nuit du 3 mai, l’armée de l’air israélienne frappe les alentours du Palais présidentiel à Damas ainsi que plusieurs autres villes en Syrie.
Le 30 mai, l'armée israélienne bombarde des sites militaires dans les régions de Tartous et de Lattaquié. Un civil est tué selon les médias syriens. 
Le 4 juin, l'armée israélienne bombarde la ville de Quneitra et la région de Deraa après le tir de plusieurs roquettes, qui n'ont fait aucun dégâts, en direction du territoire israélien depuis la Syrie. 
Le 8 juin, une personne est tuée et deux autres blessées dans un bombardement israélien sur Mazraat Beit Jinn. L'armée israélienne affirme que les victimes étaient des militants du Hamas.

## Réactions

### Parties concernées
- Syrie – Abou Mohammed al-Joulani, le chef de Hayat Tahrir al-Cham, déclare le 14 décembre que « les Israéliens ont clairement franchi les lignes d'engagement en Syrie, ce qui menace d'une escalade injustifiée dans la région ». Il ajoute que « l'état d’épuisement de la Syrie après des années de guerre et de conflits ne permet pas d’entrer dans de nouveaux conflits »[75].
- Israël – Le gouvernement israélien affirme qu’il s’agit d’une opération militaire temporaire et que les États-Unis ont été prévenus avant d’intervenir et que « l’État d’Israël n’interfère pas dans le conflit interne en Syrie »[76],[77]. Le 28 janvier, le gouvernement israélien annonce que son armée occupera indéfiniment les zones envahies[14]. Le 11 février, Israël annonce que la présence israélienne en Syrie n'est plus temporaire et que 9 sites militaires sont en construction[78].
- Nations unies – L'envoyé spécial (en) du secrétaire général des Nations unies en Syrie, Geir Pedersen (en), demande l'arrêt des « mouvements et bombardements israéliens sur le territoire syrien »[79].
- Hezbollah – « Les crimes persistants commis par l'ennemi sioniste sur le territoire syrien, que ce soit en occupant davantage de terres sur le plateau du Golan ou en frappant et en détruisant les capacités de défense de l'État syrien, constituent une agression flagrante et une violation éhontée de la souveraineté de l'État et du peuple syriens, ainsi qu'une tentative de déstabilisation de ce pays frère »[80]

### International
- Ligue arabe - elle a exprimé « sa pleine condamnation d'Israël, puissance occupante, pour ses tentatives illégales de profiter des développements internes en Syrie, que ce soit en s'emparant de terres supplémentaires sur les hauteurs du Golan ou en déclarant nul l'accord de désengagement de 1974 ».
- France - le ministère des Affaires étrangères « appelle Israël à se retirer de la zone » tampon instaurée entre l’État hébreu et la Syrie, ainsi qu'« au respect de la souveraineté et de l'intégrité territoriale de la Syrie »[81]

Les pays arabes dont l'Irak, le Koweït, la Jordanie, la Qatar, l'Arabie saoudite, les Émirats arabes unis, l’Égypte, la Tunisie et l'Algérie, entre autres, ainsi que le Pakistan, condamnent.